# Premios Arjuna
El Premio Arjuna , oficialmente conocido como Premios Arjuna por Desempeño Destacado en Deportes y Juegos es el honor deportivo de la República de la India. El premio lleva el nombre de Arjuna, un personaje de la epopeya sánscrita Mahabharata de la antigua India. Es uno de los Pandavas, representado como un arquero experto que gana la mano de Draupadi en matrimonio y en la Guerra de Kurukshetra, el Señor Krishna se convierte en su auriga y le enseña el conocimiento sagrado de Gita. En la mitología hindú, ha sido visto como un símbolo de trabajo duro, dedicación y concentración.
Es otorgado anualmente por el Ministerio de Asuntos de la Juventud y Deportes. Antes de la introducción del Rajiv Gandhi Khel Ratna en 1991-1992, el premio Arjuna era el mayor honor deportivo de la India. Las nominaciones para el premio se reciben de todas las federaciones deportivas nacionales reconocidas por el gobierno, la Asociación Olímpica de la India  la Autoridad Deportiva de la India (SAI), las Juntas de Control y Promoción Deportiva, los gobiernos estatales y del territorio de la unión y el Rajiv Gandhi Khel Ratna, y los ganadores de los premios Arjuna, Dhyan Chand y Dronacharya de los años anteriores. Los premiados son seleccionados por un comité constituido por el Ministerio y son reconocidos por su "buen desempeño en el campo del deporte durante un período de cuatro años" a nivel internacional y por haber demostrado "cualidades de liderazgo, deportividad y sentido de la disciplina. " A partir de 2020 , el premio comprende "una estatuilla de bronce de Arjuna, certificado, vestido ceremonial y un premio en efectivo de ₹15 lakh (US$ 21,000)".

## Historia
Instituido en 1961 para honrar a los deportistas más destacados del país, el premio a lo largo de los años ha experimentado una serie de ampliaciones, revisiones y racionalizaciones. El premio se amplió para incluir todas las disciplinas reconocidas en 1977, introdujo juegos autóctonos y categorías para discapacitados físicos en 1995 e introdujo una categoría de contribución vitalicia en 1995 que llevó a la creación de un premio Dhyan Chand por separado en 2002. La última revisión en 2018 estipula que el premio se otorga solo a las disciplinas incluidas en los eventos como Juegos Olímpicos, Juegos Paralímpicos, Juegos Asiáticos, Juegos de la Commonwealth, Campeonatos del Mundo y Copas del Mundo junto con el cricket, Juegos Indígenas y paradeportes. También recomienda otorgar solo quince premios en un año, relajarse en caso de un excelente desempeño en los principales eventos multideportivos, deportes de equipo, en todos los géneros y entregar al menos un premio a la categoría de discapacitados físicos.
Desde el año 2001, el premio se otorga solo en disciplinas que pertenecen a las siguientes categorías:
- Juegos Olímpicos / Juegos asiáticos / Juegos de la Commonwealth / Copa del mundo / Disciplinas del campeonato mundial y críquet
- Juegos Indígenas
- Deportes para discapacitados físicos